# Raúl Rangel
José Raúl Rangel Aguilar (Zapotlán el Grande, 25 febbraio 2000) è un calciatore messicano, portiere del Guadalajara e della Nazionale messicana.

## Carriera

### Club
Rangel è cresciuto nel settore giovanile del Guadalajara, e nel 2020 è stato assegnato alla squadra riserve in Ascenso MX, il Tapatío. Ha giocato il suo primo incontro ufficiale il 4 novembre contro il Celaya.
Nel 2022 è stato promosso in prima squadra in qualità di portiere di riserva ed il 28 luglio 2023 ha debuttato in prima squadra nell'incontro di Leagues Cup perso 3-1 contro il FC Cincinnati. Nel gennaio del 2024 è stato designato come nuovo portiere titolare del club biancorosso.

### Nazionale
Ha debuttato con la nazionale maggiore il 6 giugno 2024 giocando titolare l'amichevole persa 4-0 contro l'Uruguay. Otto giorni più tardi è stato incluso nella lista finale dei convocati per la Copa América 2024.

## Statistiche

### Presenze e reti nei club
Statistiche aggiornate al 5 settembre 2024.
| Stagione        | Squadra         | Campionato      | Campionato | Campionato | Coppe nazionali | Coppe nazionali | Coppe nazionali | Coppe continentali | Coppe continentali | Coppe continentali | Altre coppe | Altre coppe | Altre coppe | Totale | Totale | Totale |
| Stagione        | Squadra         | Comp            | Pres       | Reti       | Comp            | Pres            | Reti            | Comp               | Pres               | Reti               | Comp        | Pres        | Reti        | Pres   | Reti   |        |
| --------------- | --------------- | --------------- | ---------- | ---------- | --------------- | --------------- | --------------- | ------------------ | ------------------ | ------------------ | ----------- | ----------- | ----------- | ------ | ------ | ------ |
| 2020-2021       | Tapatío         | AMX             | 24         | -16        | -               | -               | -               | -                  | -                  | -                  | -           | -           | -           | 24     | -16    |        |
| 2021-2022       | Tapatío         | AMX             | 27         | -38        | -               | -               | -               | -                  | -                  | -                  | -           | -           | -           | 27     | -38    |        |
| 2022-2023       | Tapatío         | AMX             | 6          | -6         | -               | -               | -               | -                  | -                  | -                  | -           | -           | -           | 6      | -6     |        |
| 2023-2024       | Tapatío         | AMX             | 6          | -5         | -               | -               | -               | -                  | -                  | -                  | -           | -           | -           | 6      | -5     |        |
| 2023-2024       | Guadalajara     | LMX             | 23         | -19        | -               | -               | -               | -                  | -                  | -                  | LC          | 2           | -4          | 25     | -23    |        |
| 2024-2025       | Guadalajara     | LMX             | 6          | -5         | -               | -               | -               | CCC                | 0                  | 0                  | LC          | 2           | -3          | 8      | -8     |        |
| Totale carriera | Totale carriera | Totale carriera | 92         | -85        |                 | 0               | 0               |                    | 0                  | 0                  |             | 4           | -7          | 96     | -92    |        |

### Cronologia presenze e reti in nazionale
| Cronologia completa delle presenze e delle reti in nazionale ― Messico | Cronologia completa delle presenze e delle reti in nazionale ― Messico | Cronologia completa delle presenze e delle reti in nazionale ― Messico | Cronologia completa delle presenze e delle reti in nazionale ― Messico | Cronologia completa delle presenze e delle reti in nazionale ― Messico | Cronologia completa delle presenze e delle reti in nazionale ― Messico | Cronologia completa delle presenze e delle reti in nazionale ― Messico | Cronologia completa delle presenze e delle reti in nazionale ― Messico |
| Data                                                                   | Città                                                                  | In casa                                                                | Risultato                                                              | Ospiti                                                                 | Competizione                                                           | Reti                                                                   | Note                                                                   |
| ---------------------------------------------------------------------- | ---------------------------------------------------------------------- | ---------------------------------------------------------------------- | ---------------------------------------------------------------------- | ---------------------------------------------------------------------- | ---------------------------------------------------------------------- | ---------------------------------------------------------------------- | ---------------------------------------------------------------------- |
| 6-6-2024                                                               | Denver                                                                 | Messico                                                                | 0 – 4                                                                  | Uruguay                                                                | Amichevole                                                             | -4                                                                     |                                                                        |
| 7-9-2024                                                               | Pasadena                                                               | Messico                                                                | 3 – 0                                                                  | Nuova Zelanda                                                          | Amichevole                                                             | -                                                                      |                                                                        |
| 7-6-2025                                                               | Salt Lake City                                                         | Messico                                                                | 2 – 4                                                                  | Svizzera                                                               | Amichevole                                                             | -4                                                                     |                                                                        |
| Totale                                                                 |                                                                        | Presenze                                                               | 3                                                                      |                                                                        | Reti                                                                   | -8                                                                     |                                                                        |

## Palmarès

### Nazionale
- Gold Cup: 1

2025